# El Soler de n'Hug
El Soler de n'Hug és un mas fortificat al sud-oest del terme de Prats de Lluçanès (Osona) declarat bé cultural d'interès nacional.

## Arquitectura
Havia estat una domus medieval, que va quedar integrada al gran mas actual. Es tracta d'un mas de planta baixa i dos pisos, amb obertures allindanades disposades de forma ordenada. En la façana principal trobem una sèrie d'arcades de mig punt i en el primer pis dues obertures amb arc de mig punt formant una galeria. Destaca la façana orientada al sud, on el cos més antic (possiblement corresponent a la domus baix-medieval) presenta espitlleres a la seva part inferior. Està cobert a dues aigües amb teula àrab. Destaca la presència de restes de la fortificació primitiva, datada en època gòtica.
En aquesta edificació s'observen diferents moments constructius, dels quals La resta de murs i estructures de la domus o bé haurien quedat integrades a les ampliacions i modificacions d'època moderna i contemporània, o bé se situarien al subsòl.

## Història
Aquesta fortificació es documenta a partir de 1176, essent residència de la família Soler. Actualment es conserva el mas al terme de la sufragània de Sant Andreu de Llanars amb restes d'època gòtica.